# Оваро
Оваро (итал. Ovaro) је насеље у Италији у округу Удине, региону Фурланија-Јулијска крајина.
Према процени из 2011. у насељу је живело 840 становника. Насеље се налази на надморској висини од 542 м.

## Становништво
Према резултатима пописа становништва 2011. у општини је живело 2.010 становника.
| 1936. | 1951. | 1961. | 1971. | 1981. | 1991. | 2001. | 2011. |
| ----- | ----- | ----- | ----- | ----- | ----- | ----- | ----- |
| 3.383 | 3.935 | 3.891 | 3.055 | 2.705 | 2.404 | 2.220 | 2.010 |